# Cratichneumon aspratilis
Cratichneumon aspratilis là một loài tò vò trong họ Ichneumonidae.